# Katsuobushi

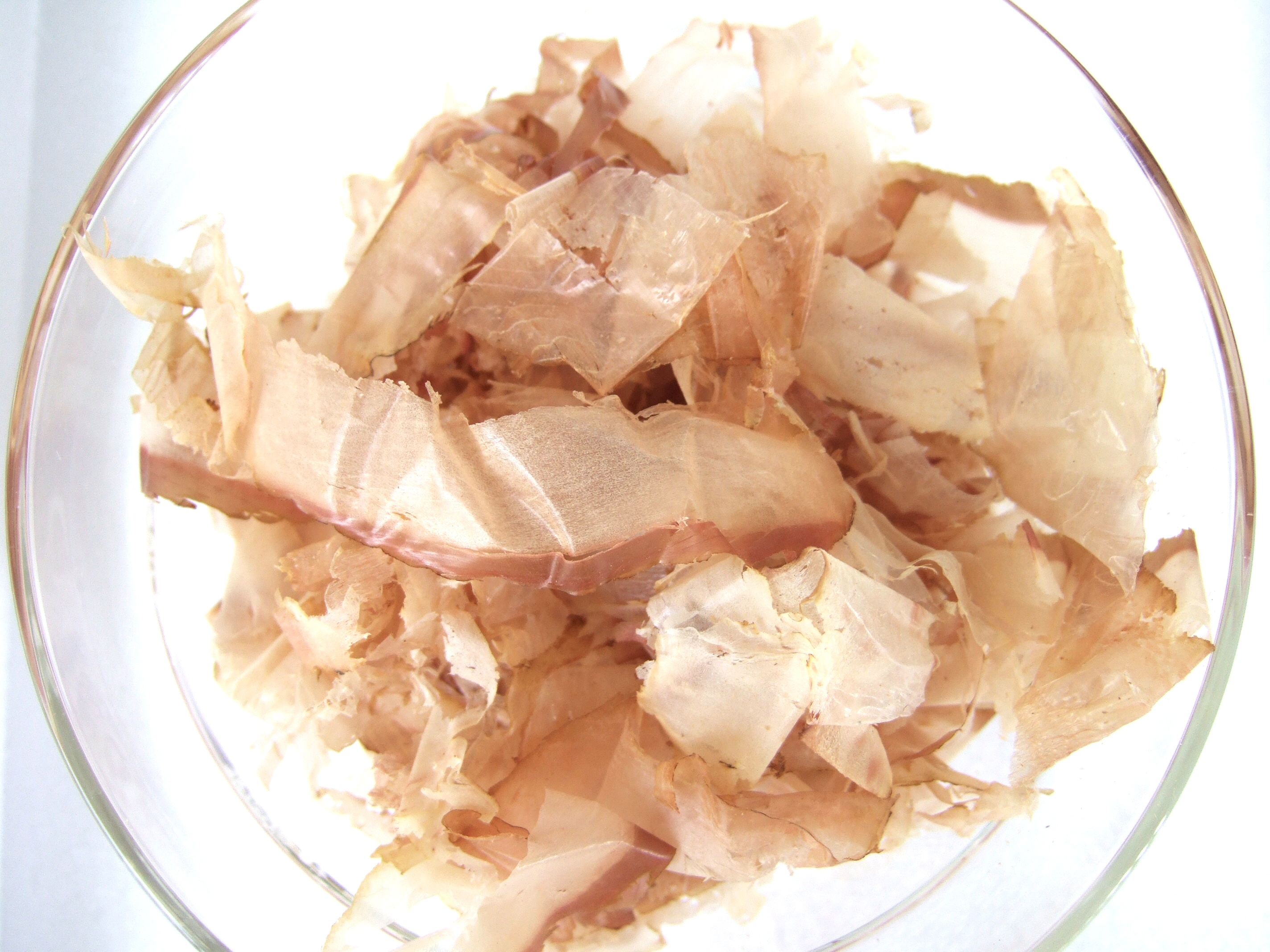
Katsuobushi

Katsuobushi (鰹節) är det japanska namnet för flingor av torkad och rökt bonitfisk. (ej att förväxlas med bonito) På svenska kallas det bonitoflingor. Katsuobushi är den viktigaste ingrediensen i några av de vanligare japanska buljongerna, som är grunden för många viktiga soppor (bland annat misosoppa) och såser i det japanska köket.
Andra populära användningsområden för katsuobushi är som fyllning i onigiri, krydda till kall tofu (tillsammans med piplök och riven ingefära), krydda till ris (då under namnet furikake) och man strör också flingorna direkt över mat som sallader eller som garnering.